# 수천의 미궁에서 수천의 수수께끼를 풀어
〈수천의 미궁에서 수천의 수수께끼를 풀어〉(幾千の迷宮で 幾千の謎を解いて 이쿠센노메이큐데 이쿠센노나조오토이테[*])는 브레이커즈의 열일곱 번째 싱글이다. 2017년 1월 18일에 발매됐다. 음반 레이블은 제인 레코드이다.

## 개요
본 싱글의 타이틀 곡은 열다섯 번째 싱글 《WE GO》 이후로 일곱 번째 《명탐정 코난》의 주제가이다.

## 수록곡
초도 한정판 A
1. 수천의 미궁에서 수천의 수수께끼를 풀어(幾千の迷宮で 幾千の謎を解いて)) [3:52]
  - 작사 : 다이고 / 작곡 : 아키히데 / 편곡 : 브레이커즈
2. Everlasting Luv [2015.5.20 BREAKERZ FREE LIVE at 요요기 공원 야외 무대](Everlasting Luv [2015.5.20 BREAKERZ FREE LIVE at 代々木公園野外ステージ])
3. Miss Mystery [2016.7.23 SPECIAL LIVE“BREAKERZ Ⅸ”at 도요스 PIT](Miss Mystery [2016.7.23 SPECIAL LIVE『BREAKERZ Ⅸ』at 豊洲PIT])
4. WE GO [2015.9.26 BREAKERZ LIVE TOUR 2015 Ø-ZERO- at TOKYO DOME CITY HALL]
5. 빛 [2010.12.1 BREAKERZ LIVE TOUR 2010 BUNNY LOVE ~야생으로 돌아가~ at 나카노 선 플라자 홀](光 [2010.12.1 BREAKERZ LIVE TOUR 2010 BUNNY LOVE 〜野生に還れ〜 at 中野サンプラザホール])
6. 달밤의 못된 장난의 마법 [2012.4.8 SPRING PARTY 2012 DAIGO's Birthday ~변신!! 매혹의 울트라 D~ @TOKYO DOME CITY HALL](月夜の悪戯の魔法 [2012.4.8 SPRING PARTY 2012 DAIGO's Birthday ～変身!! 魅惑のウルトラD～ ＠TOKYO DOME CITY HALL])
7. 오버라이트 [2016.7.23 SPECIAL LIVE“BREAKERZ Ⅸ” at 도요스PIT](オーバーライト [2016.7.23 SPECIAL LIVE『BREAKERZ Ⅸ』at 豊洲PIT])

초도 한정판 B
1. 수천의 미궁에서 수천의 수수께끼를 풀어 [3:52]
2. Kamisori ~Acoustic Version~ [3:30]
  - 작사 · 작곡 : 아키히데 / 편곡 : 브레이커즈

통상판
1. 수천의 미궁에서 수천의 수수께끼를 풀어 [3:52]
2. Kamisori ~Acoustic Version~
  - 작사 · 작곡 : 아키히데 / 편곡 : 브레이커즈
3. 수천의 미궁에서 수천의 수수께끼를 풀어 -TV Size Edit- [2:00]

## 특전 DVD

### 초도 한정판 B
‘수천의 미궁에서 수천의 수수께끼를 풀어’ 뮤직 비디오+뮤직 비디오 오프샷

## 사용되는 곳
- ytv NTV 계열 애니메이션 《명탐정 코난》 여는 곡 (#1)